# Élection du Conseil de sécurité des Nations unies de 2016
La 72e élection du Conseil de sécurité des Nations unies a eu lieu le 28 juin 2016, pendant la 70e session de l’Assemblée générale des Nations unies au siège des Nations unies à New York. Cette élection consiste à renouveler cinq des dix sièges non permanents du Conseil, les nouveaux membres étant élus pour un mandat de deux ans commençant le 1er janvier 2017 et s'achevant le 31 décembre 2018. Les cinq sièges permanents, comme l'indique leur dénomination, ne sont pas concernés par cette élection. Les sièges à renouveler sont :
- un pour l'Afrique ;
- un pour le groupe Asie-Pacifique ;
- un pour l'Amérique latine et les Caraïbes ;
- deux pour le groupe Europe occidentale et autres.

Ce sera la première fois que l'élection des membres non permanents du Conseil de sécurité se tiendra en juin. Le 18 septembre 2014, l'Assemblée générale a adopté la résolution 68/307 pour déplacer les élections à six mois du début du mandat des membres nouvellement élus.

## Candidats et élection

### Groupe Afrique
- Éthiopie[4]
- Kenya, candidature retirée en janvier 2016 au profit de l'Éthiopie.
- Seychelles[5], candidature retirée en faveur de l'Éthiopie le 16 janvier 2016[6].

### Groupe Asie-Pacifique
- Kazakhstan
- Thaïlande

### Groupe Europe occidentale et autres
- Italie
- Pays-Bas
- Suède

### Groupe Amérique latine et Caraïbes
- Bolivie

## Résultats

### Groupes Afrique et Asie-Pacifique
| Résultats pour les groupes Afrique et Asie-Pacifique | Résultats pour les groupes Afrique et Asie-Pacifique | Résultats pour les groupes Afrique et Asie-Pacifique |
| ---------------------------------------------------- | ---------------------------------------------------- | ---------------------------------------------------- |
| Membre                                               | 1er tour                                             | 2d tour                                              |
| Éthiopie                                             | 185                                                  | -                                                    |
| Kazakhstan                                           | 113                                                  | 138                                                  |
| Thaïlande                                            | 77                                                   | 55                                                   |
| Abstentions                                          | 1                                                    | 0                                                    |
| Majorité requise                                     | 127                                                  | 129                                                  |

### Groupe Amérique latine et Caraïbes
| Résultats pour le groupe Amérique latine et Caraïbes | Résultats pour le groupe Amérique latine et Caraïbes |
| ---------------------------------------------------- | ---------------------------------------------------- |
| Membre                                               | 1er tour                                             |
| Bolivie                                              | 183                                                  |
| Colombie                                             | 1                                                    |
| Cuba                                                 | 1                                                    |
| Abstentions                                          | 8                                                    |
| Majorité requise                                     | 124                                                  |

La Colombie et Cuba n'ont pas fait campagne avant de se présenter le jour même de l'élection.

### Groupe Europe occidentale et autres États
| Résultats pour le groupe Europe occidentale et autres États | Résultats pour le groupe Europe occidentale et autres États | Résultats pour le groupe Europe occidentale et autres États | Résultats pour le groupe Europe occidentale et autres États | Résultats pour le groupe Europe occidentale et autres États | Résultats pour le groupe Europe occidentale et autres États |
| ----------------------------------------------------------- | ----------------------------------------------------------- | ----------------------------------------------------------- | ----------------------------------------------------------- | ----------------------------------------------------------- | ----------------------------------------------------------- |
| Membre                                                      | 1er tour                                                    | 2e tour                                                     | 3e tour                                                     | 4e tour                                                     | 5e tour                                                     |
| Suède                                                       | 134                                                         | -                                                           | -                                                           | -                                                           | -                                                           |
| Pays-Bas                                                    | 125                                                         | 99                                                          | 96                                                          | 96                                                          | 95                                                          |
| Italie                                                      | 113                                                         | 92                                                          | 94                                                          | 95                                                          | 95                                                          |
| Belgique                                                    | 1                                                           | -                                                           | -                                                           | -                                                           | -                                                           |
| Abstentions                                                 | 2                                                           | 2                                                           | 3                                                           | 2                                                           | 3                                                           |
| Majorité requise                                            | 128                                                         | 128                                                         | 127                                                         | 128                                                         | 127                                                         |

La Belgique se présente le jour même du vote, mais n'obtient que sa propre voix. Après cinq tours de scrutin infructueux, Bert Koenders, ministre des Affaires étrangères des Pays-Bas et Paolo Gentiloni, ministre des Affaires étrangères d'Italie, annoncent un compromis dans lequel chacun des pays siégera pendant un an : l'Italie en 2017 et les Pays-Bas en 2018.